# Leonid Govorov
Leonid Aleksandrovitj Govorov (ru: Леони́д Алекса́ндрович Го́воров) (22. februar 1897 – 19. marts 1955) var en sovjetisk general. Han blev født i landsbyen Butyrki i det centrale Rusland (nu i Kirov oblast). Hans far var sømand. Han gik på teknisk skole i Jelabuga og blev optaget på skibsbygningsafdelingen ved Petrograd Polytekniske Institut. I december 1916 flyttede han til uddannelsestedet "Konstantinovskoje Artillerijskoje utjilisjtje", og i 1917 blev han artilleriofficer. 
Da Den russiske Revolution samme år brød ud, og den russiske hær gik i opløsning, tog Govorov hjem, men blev senere indkaldt til Den Hvide Hær under Aleksandr Koltjak. Inden længe deserterede han og sluttede sig til Den Røde Hær, men denne episode blev senere brugt imod ham. I Den Russiske Borgerkrig tjente han under Vasilij Konstantinovitj Bljukher på Krim mod styrkerne under Pjotr Vrangel og blev såret to gange, hvorved han fik Røde Fane-ordenen.
I løbet af 1920'erne og 1930'erne beklædte Govorov en række artillerikommandoer og afsluttede også kurser på Frunse Militærakademiet. I 1936 grundlagde Govorov Den Røde Hærs Generalstabsakademi og var også leder af artilleriet i Kijev Militærdistrikt. I 1938 blev han udpeget som instruktør i taktik på Dsjersjinskij Artilleri Akademiet. 
Det var i denne periode, at Josef Stalins  store udrensninger fandt sted. Govorov, som var tidligere medlem af Koltjak-hæren og  tidligere underordnet Bljukher, som blev henrettet i 1938, var heldig at overleve. På et vist tidspunkt blev han afskediget fra sin stilling og truet med arrest, men indgriben fra marskal Kliment Vorosjilov og det sovjetiske statsoverhoved Mikhail Kalinin reddede ham.
I 1939 brød Vinterkrigen ud, og Govorov blev udpeget til chef for artilleriet i 7. Arme. På denne post styrede han det massive artilleriangreb, som muliggjorde det sovjetiske genmnembrud af Mannerheimlinjen i 1940. Det fik han Den røde Stjernes orden for samt rang af divisionskommandør. Han blev derefter udpeget til vicegeneralinspektør af artilleriet i Den Røde Hær. 
Da Tyskland invaderede Sovjetunionen i 1941, blev Govorov udpeget til leder af artilleriet på Vestfronten i det østlige Polen og Hviderusland. På denne post blev han "opdaget " af general Georgij Sjukov, som blev hans beskytter. Han spillede en ledende rolle i forsvarsslagene omkring Moskva i december 1941 og i den sovjetiske modoffensiv i vinteren 1941-1942. Som følge heraf blev han forfremmet til generalløjtnant af artilleriet.  
I april 1942 blev Govorov udpeget til øverstkommanderende i Leningrad, en by som havde været omringet af den tyske hær siden november 1941, og som havde været ramt af en forfærdelig sultperiode i vinteren 1941-1942 (se: Belejringen af Leningrad). Her kom Govorovs baggrund som artillerist og mester i stillingskrig til sin ret, da byen var under konstant artilleribeskydning, og en af Govorovs opgaver var at gennemføre en artillerimodoffensiv mod de tyske kanoner. 
I januar 1943 ledede han Leningrads styrker i det kombinerede angreb kaldet Operation Spark, som førte til erobringen af Schlüsselburg og dermed brød den tyske blokade af Leningrad. I juni 1944 under befrielsen af det nordlige af Leningrad-regionen og invasionen af Finland blev han gjort til Marskal af Sovjetunionen. 
Da de sovjetiske styrker rykkede syd- og vestpå fra Leningrad i 1944, havde Govorov kommandoen over den Røde Hærs artilleri ved befrielsen af Novgorod, genbesættelsen af Estland og Letland, og fremstødet ind i Polen. Leonid Govorov blev hædret med titlen Sovjetunionens helt den 27. januar 1945. 
I årene efter krigen var Govorov kommandør over Leningrad militærdistrikt og derefter chef inspektør for landstyrkerne. I 1948 blev han udpeget til kommandør over de Nationale Luftforsvarsstyrker, og i 1952 blev han også viceforsvarsminister. På disse poster havde han tilsyn med moderniseringen af det sovjetiske luftforsvarssystem ind til jet-alderen og atombomben. På dette tidspunkt led Govorov af en kronisk hjertelidelse, og han døde i marts 1955.